# Marzia Caravelli
Marzia Caravelli (Pordenone, 23 ottobre 1981) è un'ostacolista e velocista italiana.
A livello internazionale ha vinto la medaglia d'oro sui 100 metri ostacoli ai Giochi del Mediterraneo nel 2013 a Mersin in Turchia.
Ai Campionati italiani assoluti ha vinto 8 titoli individuali tra indoor ed outdoor. È stata primatista italiana assoluta dei 100 m hs, siglando il record italiano di 12"85 nel 2012 e detiene il record nazionale assoluto sui 300 metri ostacoli.

## Biografia

### Gli esordi
Ha iniziato a praticare sport da piccolissima: già all'età di 4 anni, praticava danza classica, e voleva diventare una ballerina, ma poi è passata alla ginnastica ritmica, sport nel quale ha iniziato a confrontarsi con le gare, fino a che, troppo alta per quello sport, nel 1995 all'età di 14 anni ha iniziato con l'atletica leggera. La madre Simonetta Martelli è stata negli anni settanta nazionale giovanile sugli 80 metri ostacoli.
Ha iniziato a gareggiare per l'Equipe Athletic Team Pordenone allenata da Roberto Belcari (dal 1995 al 2005), poi trasferendosi a Roma è stata seguita prima da Giorgio Frinolli nel 2006 e poi fino al 2008 da Vincenzo De Luca. Il suo attuale tecnico è Marcello Ambrogi.

### Le medaglie ai nazionali giovanili
È ai vertici nazionali sin dalle categorie giovanili: tra le barriere alte è stata terza a una edizione del Criterium Nazionale Cadette ed a un campionato italiano allieve, poi ha conquistato un secondo posto tricolore tra le juniores e due tra le promesse, nonostante nel 2001 sia rimasta ferma per la rottura del legamento crociato di un ginocchio. Anche nel 2002 è rimasta l'intera stagione ferma per infortunio, saltando così sia gli assoluti indoor che quelli outdoor.

### 2003-2005: piazzamenti e prima medaglia agli assoluti
Nel biennio 2003-2004 agli assoluti conclude rispettivamente in settima e quinta posizione agli assoluti.
Nel 2005 agli assoluti indoor arriva quarta sui 60 hs, mentre a quelli outdoor vince l'argento sui 100 hs.

### 2006-2009: ancora vicecampionessa agli assoluti
Nel 2006 doppio bronzo agli assoluti sugli ostacoli: 60 hs (indoor) e 100 hs (outdoor) più un quarto posto con la staffetta 4×100 metri.
Nel biennio 2007-2008 conquista in entrambi gli anni un doppio argento agli assoluti sugli ostacoli: 60 hs (indoor) e 100 hs (outdoor).
Il 4 febbraio del 2007 a Tampere in Finlandia esordisce con la Nazionale assoluta durante un Incontro internazionale tra Italia ed appunto la nazionale finlandese: nell'occasione conclude la gara sui 60 m hs al terzo posto col tempo di 8"34.
Nel 2009 agli assoluti di Milano è stata argento sui 100 hs e quindicesima con la staffetta 4×100 m.

### 2010: accoppiata 60 e 100 metri ostacoli agli italiani assoluti
Nel 2010 a 28 anni si aggiudica sia il suo primo titolo italiano indoor (sui 60 hs ad Ancona) che il primo titolo italiano outdoor (sui 100 hs a Grosseto), mentre arriva quarta sui 200 m.
Arrivata tardi alla ribalta internazionale, giunge 6ª a Bergen in Norvegia agli Europei a squadre 2010 con il tempo di 13"10, diventa la 4ª atleta italiana nella lista di tutti i tempi nei 100 metri ostacoli, alle spalle dell'allora record italiano di Carla Tuzzi (12"97), di Micol Cattaneo (12"98) e di Margaret Macchiut (13"03). In Spagna agli Europei di Barcellona, sulla stessa distanza, invece esce in batteria.

### 2011: doppietta 100 metri ostacoli e 200 metri agli assoluti
Agli assoluti indoor del 2011 non va oltre la batteria sui 60 m e chiude ottava sui 60 hs.
Il 25 giugno 2011 a Torino vince il suo terzo titolo italiano assoluto sui 100 hs, migliorandosi sino a 13"05, distanziando nella lista italiana all-time Patrizia Lombardo che, come lei, aveva un primato personale di 13"10. Il giorno dopo vince anche i 200 metri, imponendosi con il personale di 23"42.
In questa stagione raggiungerà anche la prima soddisfazione internazionale classificandosi 3ª agli Europei a squadre di Stoccolma in Svezia nella gara dei 100 hs. Ai Mondiali di Taegu in Corea del Sud, sulla stessa distanza, non va oltre la batteria.

### 2012: mondiali indoor, europei, olimpiadi e quinto titolo assoluto
Nel 2012, agli assoluti indoor giunge quarta sui 60 m ed invece sui 60 hs viene squalificata.
Sempre durante la stagione indoor, raggiunge le semifinali dei Mondiali indoor di Istanbul in Turchia; la stagione outdoor la vede nuovamente protagonista, stabilendo sulla pista di Montgeron in Francia il primato italiano sui 100 metri ostacoli con il tempo di 12"85, conquistando così il minimo per i Campionati europei e per i Giochi olimpici di Londra 2012.
Il 30 giugno 2012 raggiunge il 6º posto ai Campionati europei di Helsinki in Finlandia, e il 6 agosto giungendo terza nella sua batteria, conquista l'accesso alla semifinale olimpica. Il giorno dopo durante la semifinale urta contro un ostacolo fratturandosi un alluce e concludendo così la sua gara. Lo stesso anno vince il suo quinto titolo italiano assoluto, imponendosi sui 100 hs a Bressanone, dove invece sui 200 m termina al quarto posto.

### 2013: europei indoor, giochi del mediterraneo, accoppiata 100 ostacoli e 200 piani agli assoluti, mondiali
Agli Europei indoor del 2013 a Goteborg in Svezia si ferma in semifinale sui 60 hs.
Il 28 giugno 2013, a Mersin (Turchia), nel corso dei Giochi del Mediterraneo, conquista la medaglia d'oro nei 100 hs con il tempo di 12"98, precedendo la connazionale Veronica Borsi, argento con il tempo di 13"05.
Un mese dopo, in occasione dei Campionati italiani assoluti, vince nuovamente due titoli italiani ripetendo la doppietta 100 hs-200 m realizzata nel 2011, e siglando il personale in quest'ultima specialità.
Ai Campionati mondiali di Mosca in Russia, nell'agosto del 2013, la Caravelli arrivando seconda nella propria batteria, approda alle semifinali mondiali stabilendo il miglior tempo mai corso da un'italiana ad un mondiale in questa specialità.

### 2014-2015: mondiali indoor, record nazionale, europei ed ottavo titolo assoluto
Agli assoluti indoor del 2014 è stata bronzo sui 60 m ed argento sui 60 hs; ai Mondiali indoor in Polonia a Sopot non è andata oltre la semifinale dei 60 hs.
Il 24 aprile 2014 a Roma, durante il "Trofeo Liberazione", ha realizzato il nuovo primato italiano assoluto sui 300 metri ostacoli vincendo col tempo di 39"00.
Agli assoluti di Rovereto ha vinto il titolo sui 100 m hs e la medaglia d'argento sui 200 m.
Sesta sui 100 m hs agli Europei a squadre di Braunschweig (Germania); agli Europei di Zurigo in Svizzera ha gareggiato in 3 specialità: 100 m hs (semifinale), 200 m (semifinale) e staffetta 4x100 m (quarto posto).
Agli assoluti indoor 2015 di Padova pur essendo tra le partecipanti dei 60 m hs, non ha poi gareggiato e sui 400 m in batteria non è partita.
Dopo 6 anni ha interrotto la collaborazione col tecnico Marcello Ambrogi e si è affidata al duo formato da Daniel Buttari e Roberto Frinolli, esordendo nella nuova specialità dei 400 m hs ad Orvieto il 31 luglio in occasione del Trofeo "Città di Orvieto" e vincendo col tempo di 58"42.
È stata assente agli assoluti di Torino.

## Curiosità
- In 3 partecipazioni (2007, 2009, 2010) al DécaNation di Parigi è giunta sempre quinta sui 100 m hs.
- Nel 2009 ai campionati italiani assoluti paralimpici a Napoli ha fatto da guida all'atleta ipovedente Elisabetta Stefanini nei 200 metri.
- Nel 2010 agli assoluti ha fatto la doppietta 60 hs (indoor) e 100 hs (outdoor).
- È stata l'unica atleta agli assoluti del 2011, capace di vincere due titoli e l'unica nella storia dell'atletica italiana a centrare l'inedita doppietta 100 hs e 200 m ripetendosi poi anche nel 2013.
- Nel mese di ottobre del 2012, il consigliere federale della FIDAL Franco Angelotti si è espresso così su Marzia Caravelli[17]; a questo intervento, l'atleta ha risposto con questa lettera aperta[18].

## Record nazionali

### Seniores
- 300 metri ostacoli: 39"00 ( Roma, 25 aprile 2014)

## Progressione

### 60 metri piani indoor
| Stagione | Tempo | Luogo      | Data      | Rank. Mond. |
| -------- | ----- | ---------- | --------- | ----------- |
| 2014     | 7"43  | Ancona     | 23-2-2014 | 197ª        |
| 2013     | 7"43  | Magglingen | 3-2-2013  | 202ª        |
| 2012     | 7"49  | Ancona     | 7-1-2012  | 286ª        |
| 2011     | 7"66  | Ancona     | 8-1-2011  | 715ª        |
| 2008     | 7"67  | Firenze    | 12-1-2008 | 709ª        |
| 2006     | 7"93  | Napoli     | 8-1-2006  |             |

### 200 metri piani
| Stagione | Tempo | Luogo           | Data      | Rank. Mond. |
| -------- | ----- | --------------- | --------- | ----------- |
| 2014     | 23"23 | Zurigo          | 14-8-2014 |             |
| 2013     | 23"16 | Milano          | 28-7-2013 | 93ª         |
| 2012     | 23"65 | Bressanone      | 8-7-2012  | 324ª        |
| 2011     | 23"42 | Torino          | 26-6-2011 | 155ª        |
| 2010     | 23"94 | Borgo Valsugana | 26-9-2010 | 436ª        |
| 2009     | 24"63 | Cagliari        | 4-7-2009  |             |

### 60 metri ostacoli indoor
| Stagione | Tempo | Luogo      | Data      | Rank. Mond. |
| -------- | ----- | ---------- | --------- | ----------- |
| 2014     | 7"97  | Sopot      | 8-3-2014  | 16ª         |
| 2014     | 7"97  | Sopot      | 7-3-2014  | 16ª         |
| 2013     | 8"03  | Magglingen | 2-2-2013  | 19ª         |
| 2012     | 8"04  | Ancona     | 25-2-2012 |             |
| 2011     | 8"28  | Ancona     | 19-2-2011 | 95ª         |
| 2010     | 8"26  | Ancona     | 27-2-2010 | 78ª         |
| 2008     | 8"32  | Ancona     | 2-2-2008  | 123ª        |
| 2007     | 8"34  | Tampere    | 4-2-2007  | 113ª        |
| 2006     | 8"39  | Modena     | 14-1-2006 | 138ª        |
| 2005     | 8"36  | Ancona     | 20-2-2005 | 120ª        |

### 100 metri ostacoli
| Stagione | Tempo | Luogo             | Data      | Rank. Mond. |
| -------- | ----- | ----------------- | --------- | ----------- |
| 2014     | 12"98 | Zurigo            | 12-8-2014 |             |
| 2013     | 12"95 | Bellinzona        | 11-6-2013 | 45ª         |
| 2012     | 12"85 | Montgeron         | 13-5-2012 | 41ª         |
| 2011     | 13"01 | Pergine Valsugana | 23-7-2011 | 55ª         |
| 2010     | 13"10 | Bergen            | 20-6-2010 | 59ª         |
| 2009     | 13"42 | Recanati          | 19-7-2009 | 157ª        |
| 2008     | 13"47 | Cagliari          | 19-7-2008 | 190ª        |
| 2007     | 13"57 | Loughborough      | 12-8-2007 | 208ª        |
| 2006     | 13"65 | Wolfsburg         | 28-7-2006 | 230ª        |
| 2005     | 13"54 | Lugano            | 4-6-2005  | 176ª        |
| 2004     | 13"82 | Pordenone         | 16-6-2004 | 361ª        |
| 2003     | 14"18 | Grosseto          | 14-6-2003 | 645ª        |

## Palmarès
| Anno | Manifestazione          | Sede           | Evento      | Risultato  | Tempo | Note   |
| ---- | ----------------------- | -------------- | ----------- | ---------- | ----- | ------ |
| 2010 | Europei                 | Barcellona     | 100 m hs    | Batteria   | 13"50 | [ 20 ] |
| 2011 | Mondiali                | Taegu          | 100 m hs    | Batteria   | 13"29 |        |
| 2012 | Mondiali indoor         | Istanbul       | 60 m hs     | Semifinale | 8"12  | [ 21 ] |
| 2012 | Europei                 | Helsinki       | 100 m hs    | 5ª         | 13"11 | [ 22 ] |
| 2012 | Giochi olimpici         | Londra         | 100 m hs    | Semifinale | dq    | [ 23 ] |
| 2013 | Europei indoor          | Göteborg       | 60 m hs     | Semifinale | 8"12  | [ 24 ] |
| 2013 | Giochi del Mediterraneo | Mersin         | 100 m hs    | Oro        | 12"98 | [ 25 ] |
| 2013 | Mondiali                | Mosca          | 100 m hs    | Semifinale | 13"06 | [ 26 ] |
| 2013 | Mondiali                | Mosca          | 4×100 m     | Batteria   | 44"05 |        |
| 2014 | Mondiali indoor         | Sopot          | 60 m hs     | Semifinale | 7"97  | [ 27 ] |
| 2014 | Europei                 | Zurigo         | 100 m hs    | Semifinale | 13"06 | [ 28 ] |
| 2014 | Europei                 | Zurigo         | 200 m piani | Semifinale | 23"23 | [ 28 ] |
| 2014 | Europei                 | Zurigo         | 4×100 m     | 4ª         | 43"26 | [ 28 ] |
| 2016 | Europei                 | Amsterdam      | 400 m hs    | Semifinale | 56"45 |        |
| 2016 | Giochi olimpici         | Rio de Janeiro | 400 m hs    | Batteria   | 57"77 |        |
| 2017 | Mondiali                | Londra         | 400 m hs    | Batteria   | 56"92 |        |

## Campionati nazionali
- 5 volte campionessa assoluta dei 100 m hs (2010, 2011, 2012, 2013, 2014)
- 2 volte campionessa assoluta dei 200 m (2011, 2013)
- 1 volta campionessa assoluta indoor dei 60 m hs (2010)

2003
- Argento ai Campionati italiani promesse, (Ancona), 60 hs - 8"76[29]
- 7ª ai Campionati italiani assoluti, (Rieti), 100 hs

2004
- 5ª ai Campionati italiani assoluti, (Firenze), 100 hs

2005
- 4ª ai Campionati italiani assoluti indoor, (Ancona), 60 hs - 8"43[30]
- Argento ai Campionati italiani assoluti, (Bressanone), 100 hs - 13"73[31]

2006
- Bronzo ai Campionati italiani assoluti indoor, (Ancona), 60 hs - 8"50[32]
- Bronzo ai Campionati italiani assoluti, (Torino), 100 hs - 13"68[33]
- 4ª ai Campionati italiani assoluti, (Torino), 4×100 m - 46"72[34]

2007
- Argento ai Campionati italiani assoluti indoor, (Ancona), 60 hs - 8"36[35]
- Argento ai Campionati italiani assoluti, (Padova), 100 hs - 13"91[36]

2008
- Argento ai Campionati italiani assoluti indoor, (Genova), 60 hs - 8"33[37]
- Argento ai Campionati italiani assoluti, (Cagliari), 100 hs - 13"47[38]

2009
- Argento ai Campionati italiani assoluti, (Milano), 100 hs - 13"42[39]
- 15ª ai Campionati italiani assoluti, (Milano), 4×100 m - 48"40[40]

2010
- Oro ai Campionati italiani assoluti indoor, (Ancona), 60 hs - 8"26[41]
- 4ª ai Campionati italiani assoluti, (Grosseto), 200 m - 23"94[42]
- Oro ai Campionati italiani assoluti, (Grosseto), 100 hs - 13"33[43]

2011
- In batteria ai Campionati italiani assoluti indoor, (Ancona), 60 m - 7"73[44]
- 8ª ai Campionati italiani assoluti indoor, (Ancona), 60 hs - 9"22[45]
- Oro ai Campionati italiani assoluti, (Torino), 200 m - 23"42[46]
- Oro ai Campionati italiani assoluti, (Torino), 100 hs - 13"05[47]

2012
- 4ª ai Campionati italiani assoluti indoor, (Ancona), 60 m - 7"50[48]
- In finale ai Campionati italiani assoluti indoor, (Ancona), 60 hs - dq[49]
- 4ª ai Campionati italiani assoluti, (Bressanone), 200 m - 23"65[50]
- Oro ai Campionati italiani assoluti, (Bressanone), 100 hs - 13"15[51]

2013
- Oro ai Campionati italiani assoluti, (Milano) 200 m - 23"16[52]
- Oro ai Campionati italiani assoluti, (Milano), 100 hs - 13"01[53]

2014
- Bronzo ai Campionati italiani assoluti indoor, (Ancona), 60 m - 7"43[54]
- Argento ai Campionati italiani assoluti indoor, (Ancona), 60 hs - 8"10[55]
- Oro ai Campionati italiani assoluti (Rovereto), 100 m hs - 13"07[56]
- Argento ai Campionati italiani assoluti (Rovereto), 200 m - 23"47[57]

2015
- In batteria ai Campionati italiani assoluti indoor, (Padova), 400 m - dns[58]

2017
- Argento ai campionati italiani assoluti, 400 m hs - 56"65

## Altre competizioni internazionali
2007
- 5ª al DécaNation ( Parigi), 100 m hs - 13"60[59]

2009
- 5ª al DécaNation ( Parigi), 100 m hs - 13"52[60]

2010
- 6ª agli Europei a squadre ( Bergen), 100 m hs - 13"10
- 5ª al DécaNation ( Parigi), 100 m hs - 13"59[61]

2011
- Bronzo agli Europei a squadre ( Stoccolma), 100 m hs - 13"21[62]

2014
- 6ª agli Europei a squadre ( Braunschweig), 100 m hs - 13"13[63]

## Attività extrasportive e vita privata
- Oltre alla carriera da atleta, si è laureata in comunicazione internazionale ed ha lavorato come assistente alla comunicazione per i bambini sordi nelle scuole: infatti è interprete di lingua dei segni[64]. La affascinano tutte le lingue straniere[65]. Ama il cibo e la cucina. I suoi hobbies sono la lettura dei libri, ascoltare la musica, andare al mare e stare con gli amici[66].
- Il 5 aprile 2014 si è sposata a Roma[67].